# Sjundby
Sjundby gård är en by, egendom och karaktärshus i Sjundeå kommun, Finland. Gråstenshuset byggdes cirka 1560 under Jacob Henriksson (Hästesko) vid Sjundbyforsen i Sjundeå å. Gården har ägts av familjen Tott för att 1698 övergå i familjen Adlercreutzs ägo. 

## Historia
Sjundby omnämns första gången år 1417 som sätesgård. Gården låg vid Sjundbyforsen vid Sjundeå ås nedre lopp mellan Tjusträsk och Vikträsk, ägd av Lasse Skytte. Mellan 1555-58 var Sjundby kungsgård, från vilket Sjundbygårds län, omfattande Ingå, Sjundeå och Kyrkslätt förvaltades.
Jacob Henriksson (Hästesko) lät cirka 1560 påbörja bygget av Sjundbyhus i gråsten. Genom giftermål övergick egendomen till släkten Tott, ägt bland annat av Henrik Klasson Tott gift med Sigrid Vasa och senare deras son fältmarskalken Åke Henriksson Tott. Denne lät utföra byggnadsarbeten vid gården som leddes av Murmästaren Lars Grot, också verksam på Totts herresäte Ekolsund i Uppland. Åke Tott ägde en annan gård i Satakunda som också hette Sjundby (Sjundeby) enligt en bevarad ägokarta från 1600-talets senare hälft i Nationalmuseum, Stockholm. Denna synes dock vara sätesgården Irjanne-Sjundeby.  Släkten Tott lämnade Sjundby 1652, och för en period hade gården ett flertal ägare, bland annat drottning Kristina. 1698 kom gården i släkten Adlercreutzs ägo.
Under 1800-talets första år, då lagman Carl Henrik Adlercreutz var ägare, byggdes det nuvarande taket, fönstren förstorades och man förnyade interiörerna i nyklassicistisk anda.
I början av 1900-talet var egendomens totalareal cirka 4 000 ha. Sedan 39 självständiga hemman bildats reducerades gården betydligt på 1920-talet.
Huset blev illa åtgånget under Porkalaparentesen 1944-56, då det fungerade som de sovjetiska truppernas stab. Efter grundliga reparationer under 1950- och 60-talen fungerar slottet fortsättningsvis som privathem.

## Byggnader
Huvudbyggnaden har två våningar plus vind och under byggnaden finns sex källare med tunnvalv. Byggnaden täcks av ett valmat säteritak från början av 1800-talet. Herrgårdens stora sal finns i andra våningens hörn mot gårdsplanen. Salens tak är klätt med segeldukar från sjöslaget vid Svensksund.
Till herrgårdsmiljön hör ett gråstensstall och bryggeri från 1760-talet samt invid bron ett spannmålsmagasin av sten från början av 1800-talet. I den tidigare kvarnbyggnaden finns ett kraftverk. Kraftverket som byggdes år 1997 producerar idag elektricitet till gårdens byggnader.
Gården är i privat ägo och är inte öppen för allmänheten.

## Bilder

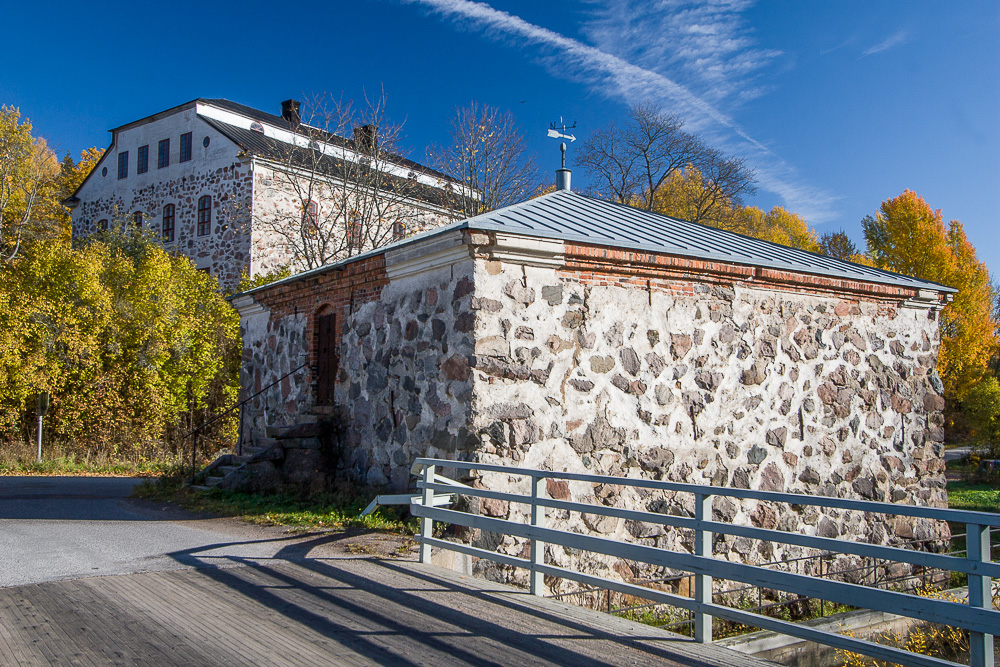
Sjundby slott.
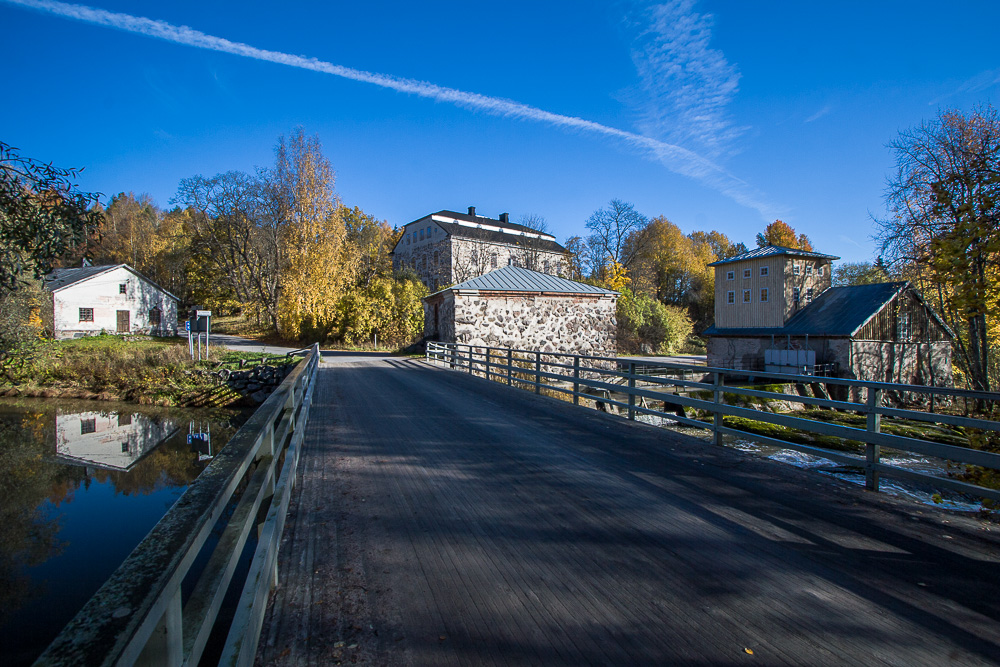
Sjundby slott från bron (2008)
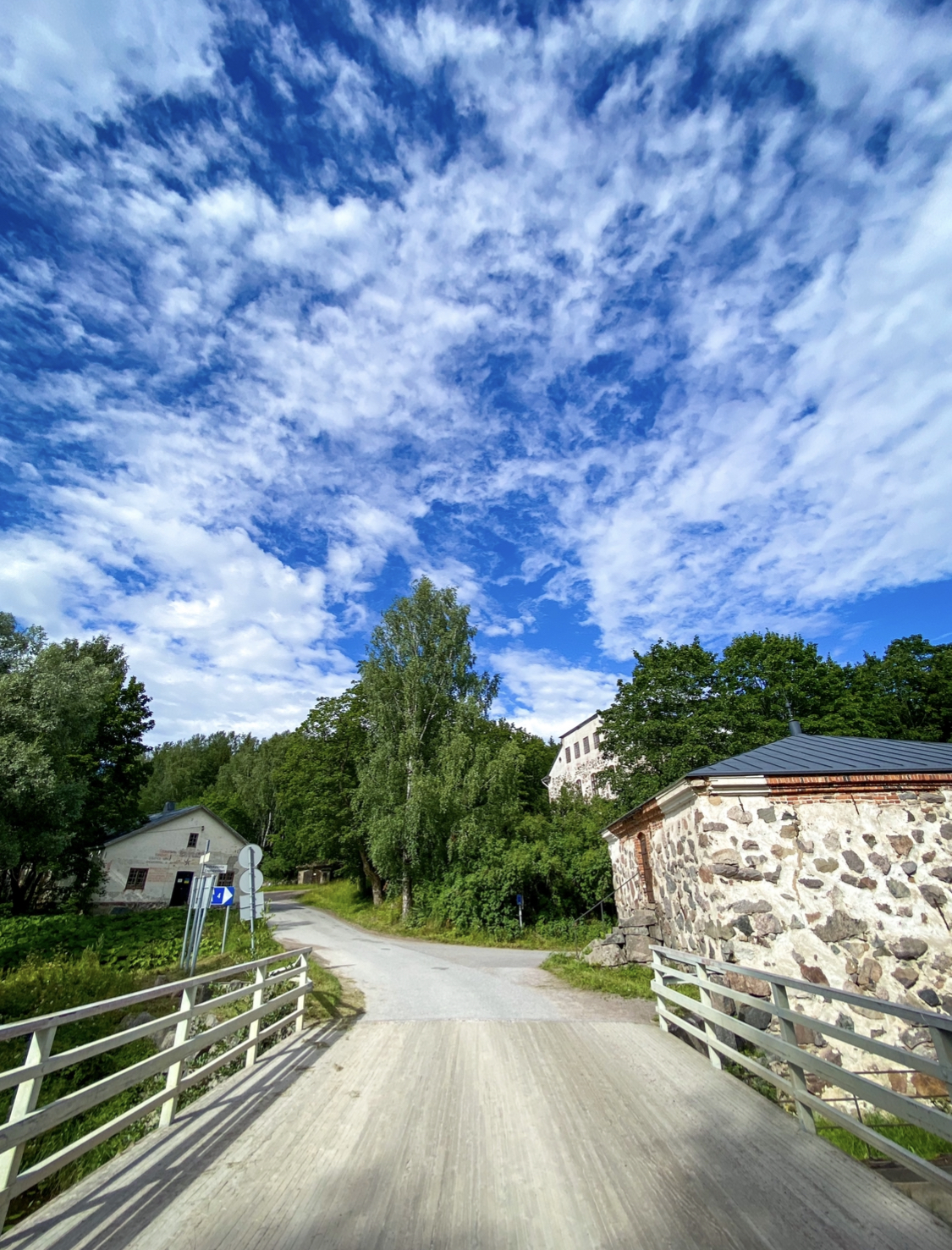
Bron över Sjundbyån.
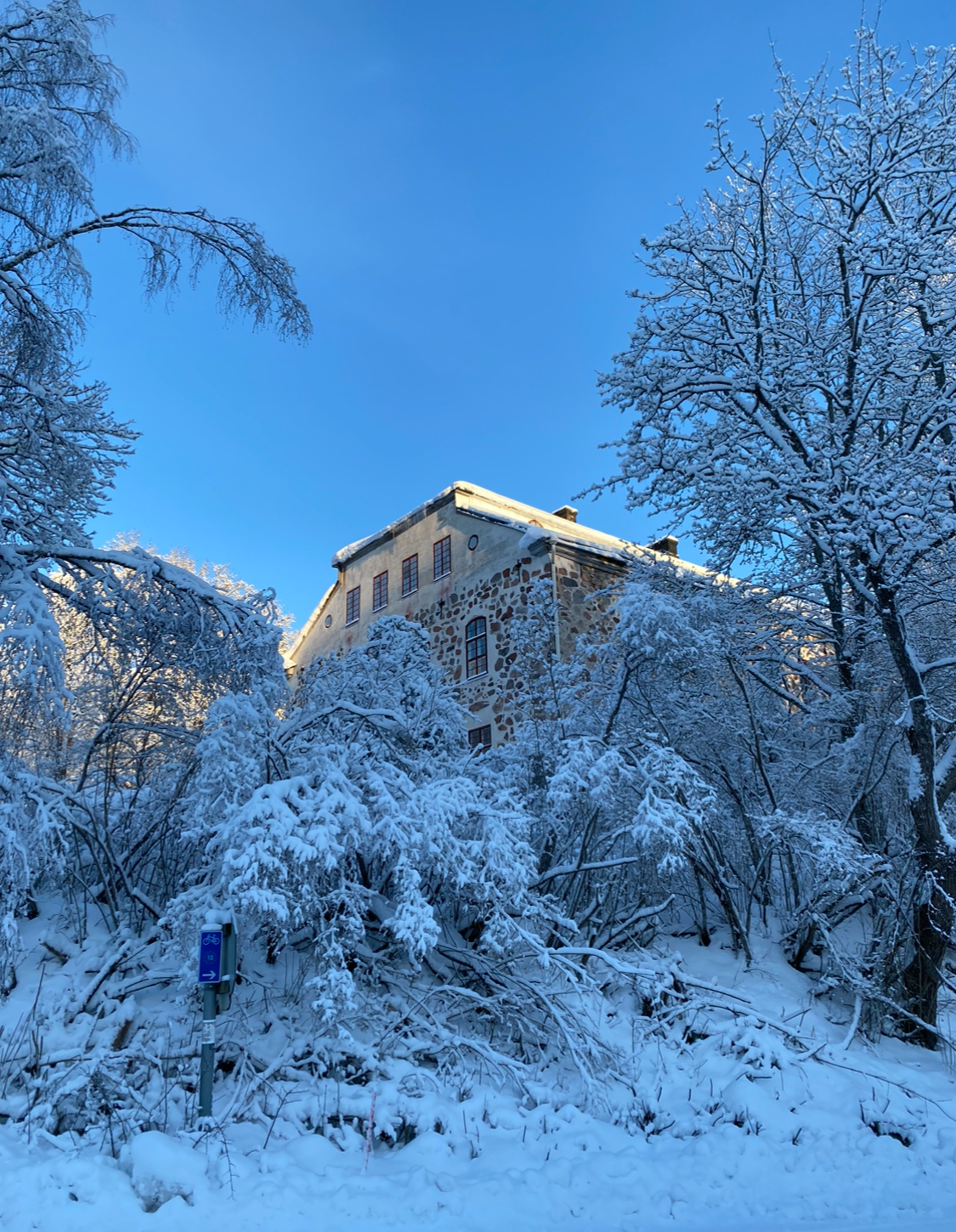
Sjundby slott i januari 2024.
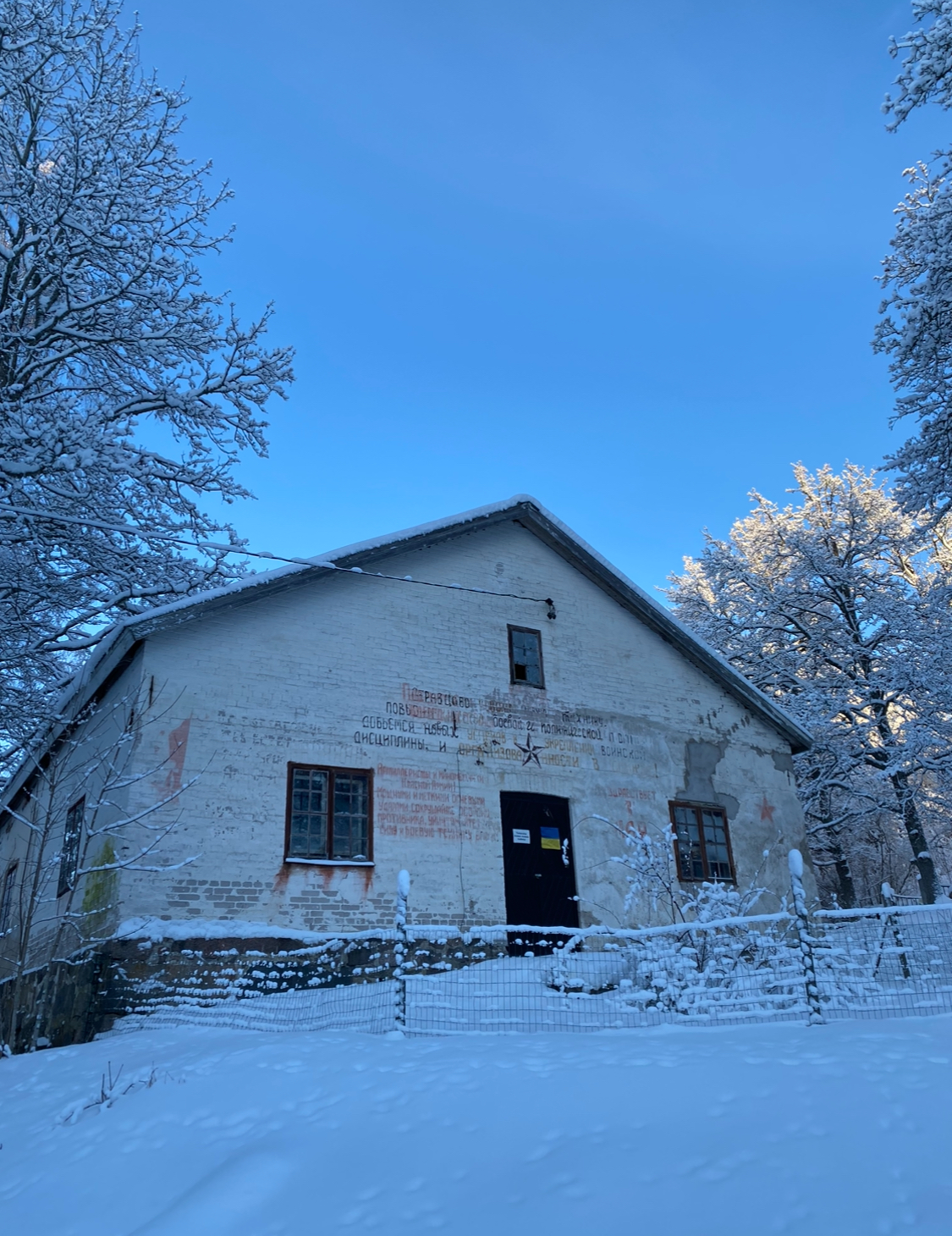
Sjundby mejeribyggnad.
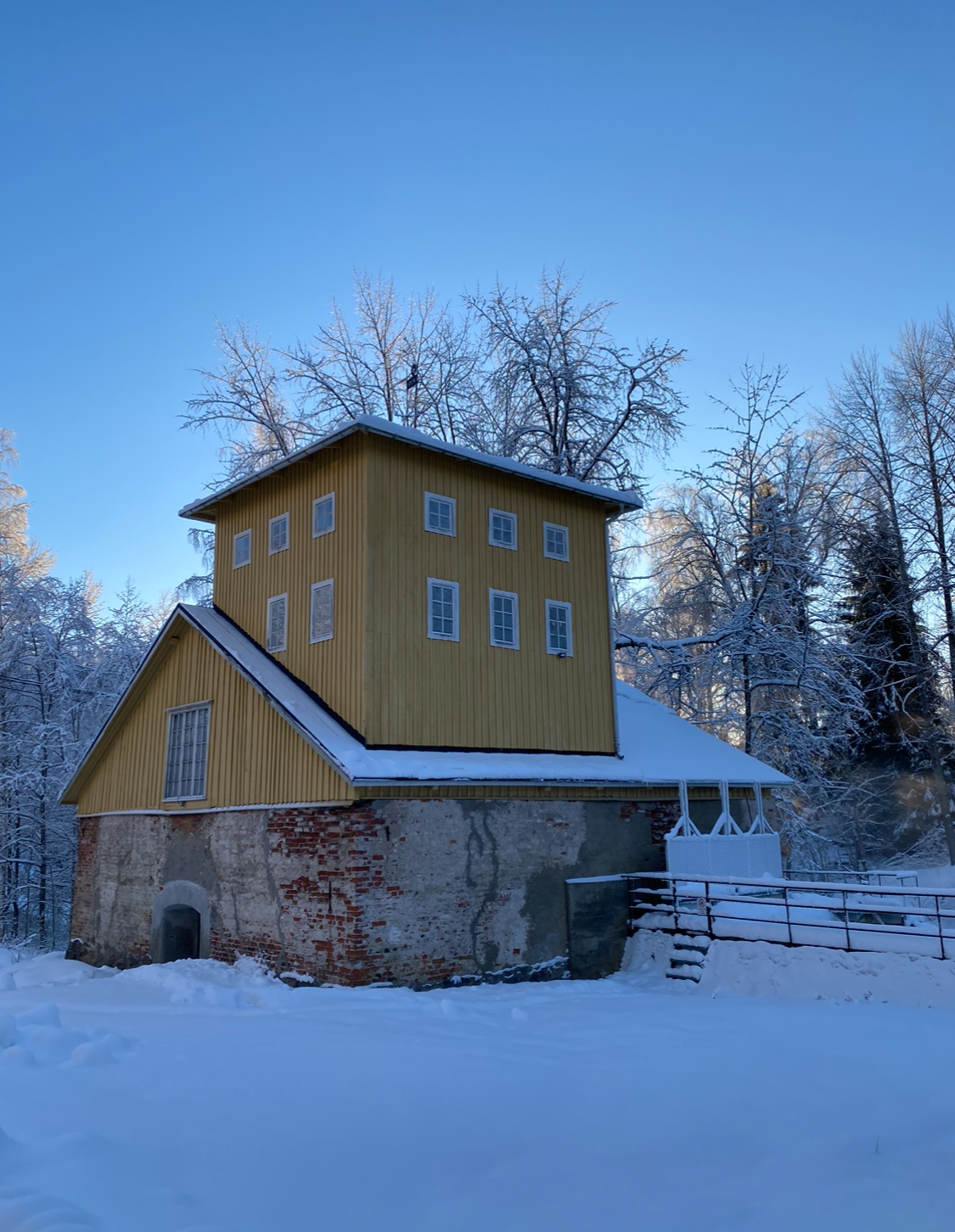
Sjundby kvarn.
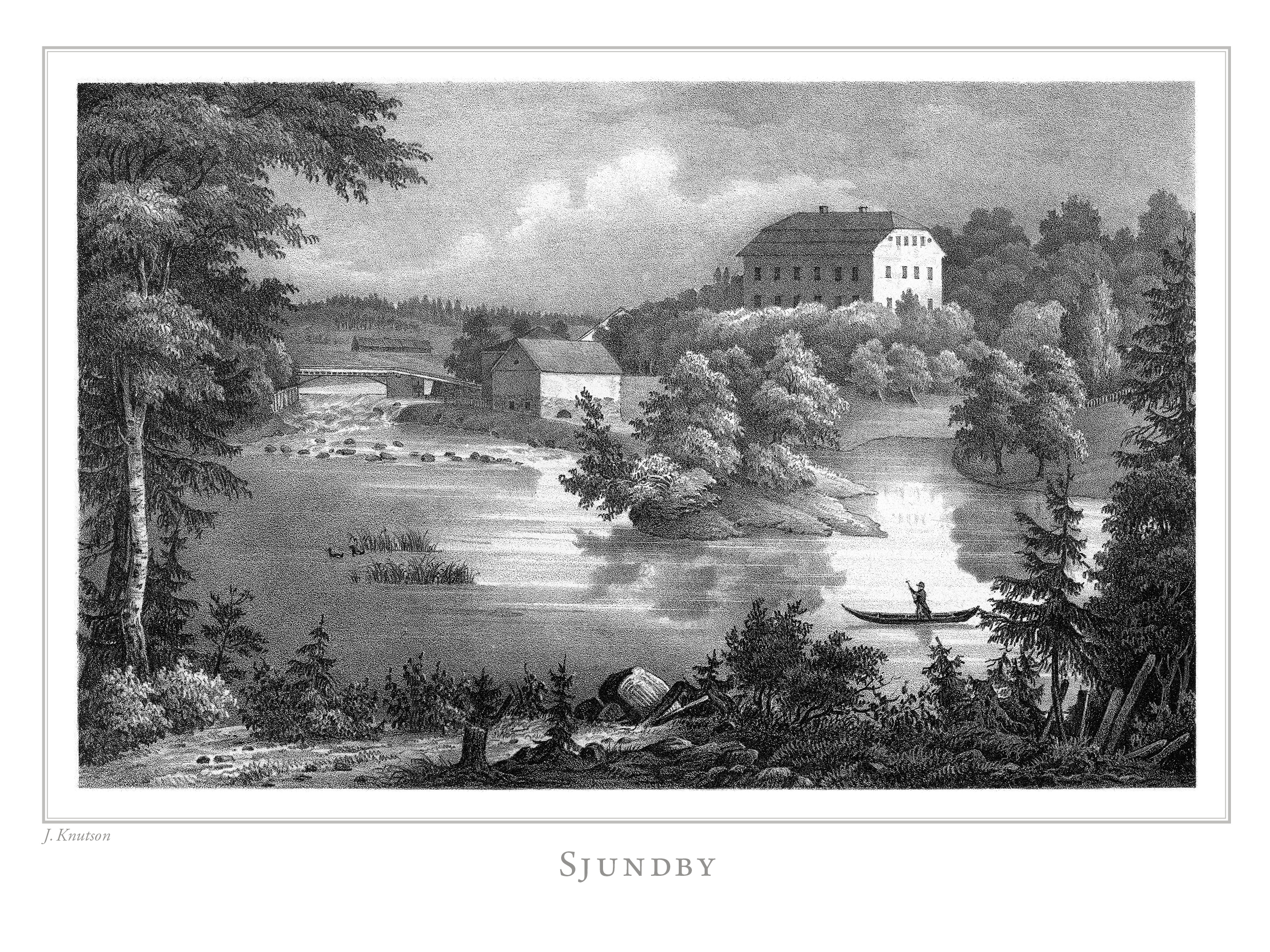
Litografi i Finland framstäldt i teckningar utgiven 1845-1852.
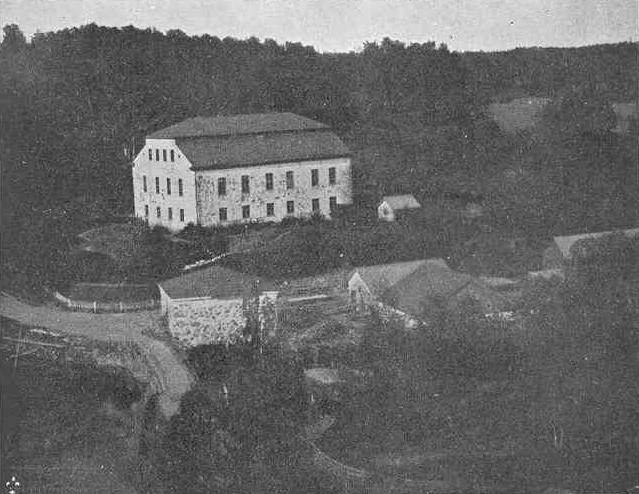
Sjundby herrgård, omkring år 1900
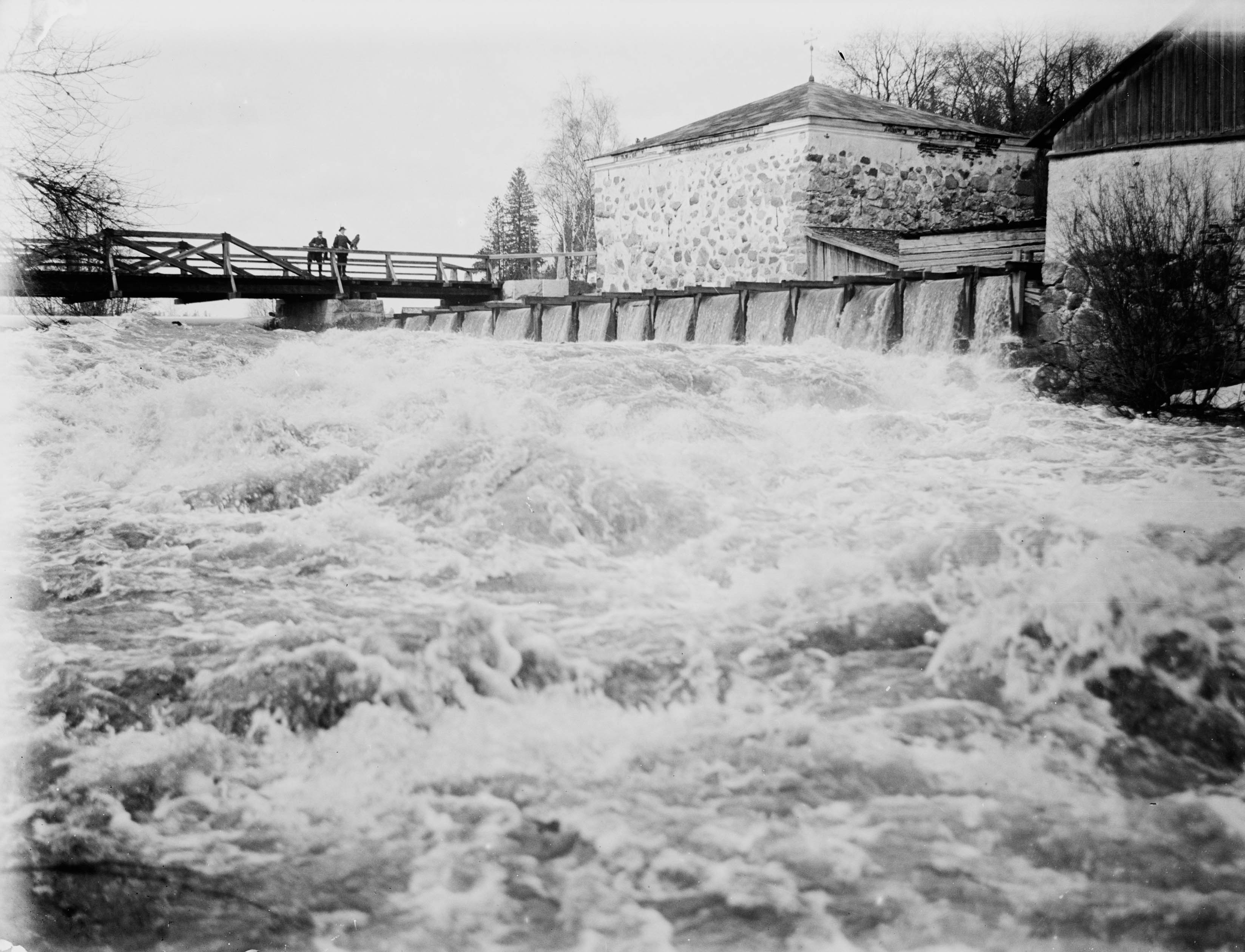
Sjundby fors (1916). Bild tagen av Bernhard Åström.
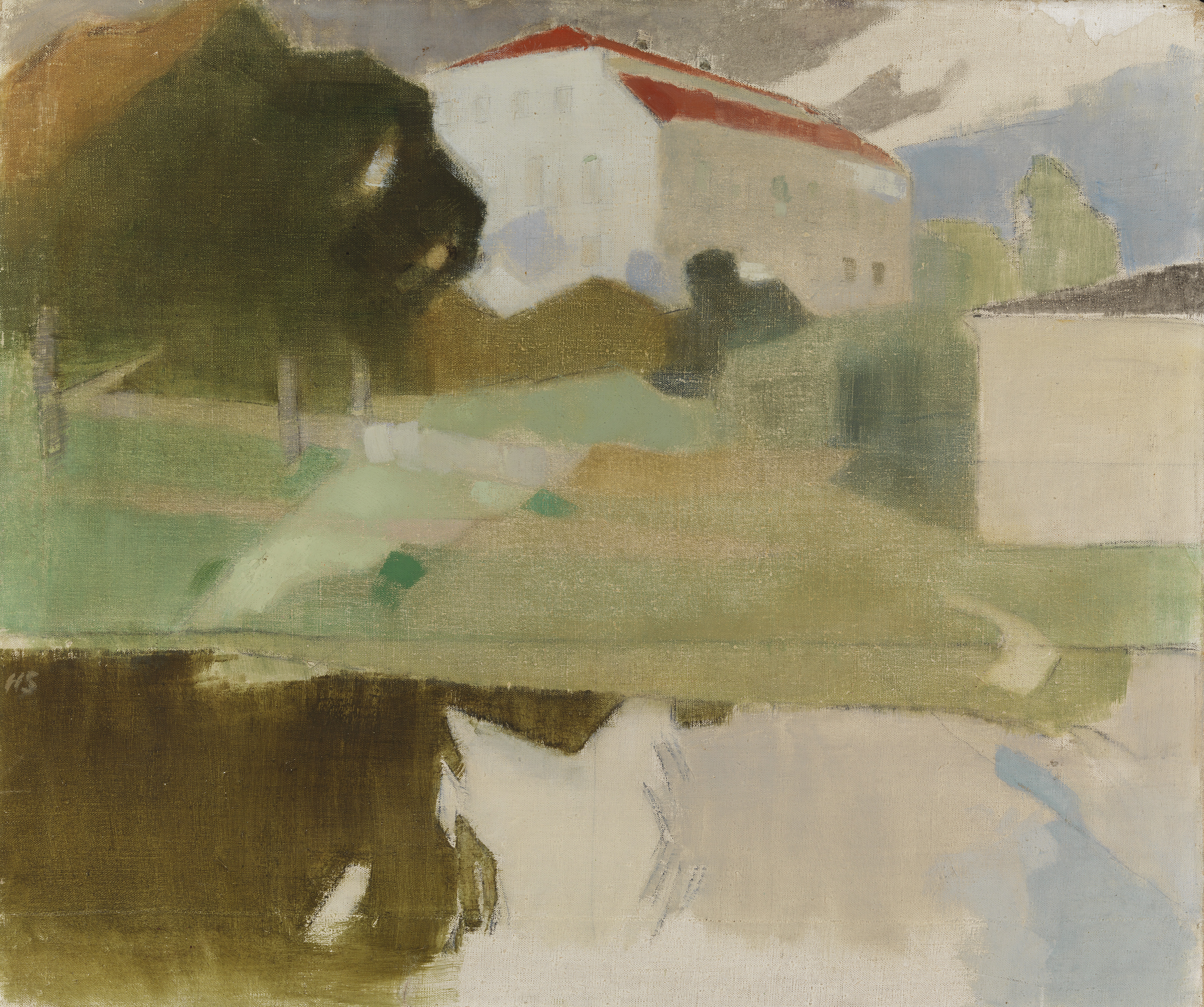
Sjundby slott i Helene Schjerfbecks målning.
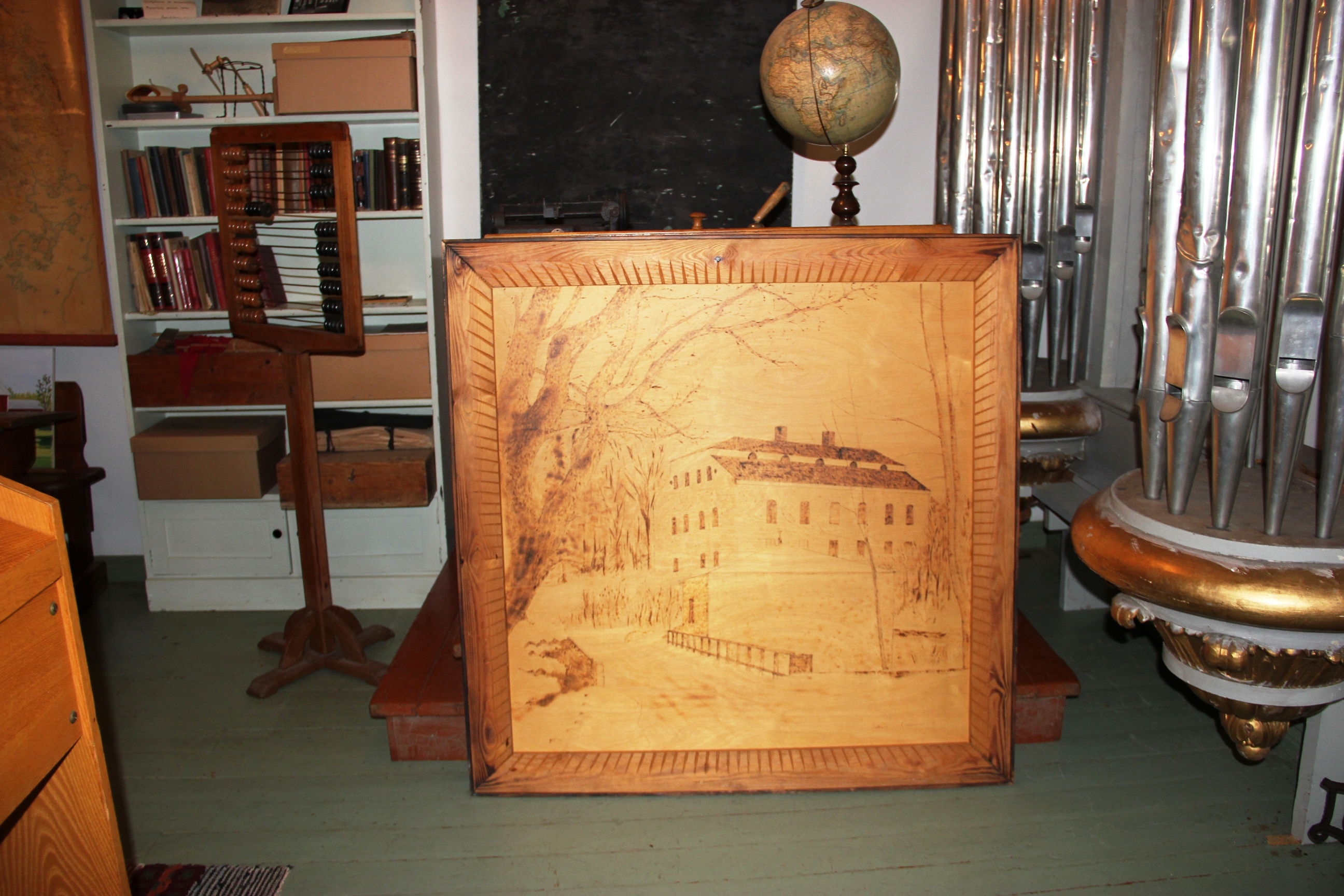
Ritning av Sjundby slott i Sjundeå hembygdsmuseum.